# True (Album)
True ist das erste Studioalbum des schwedischen DJs Avicii. Es erschien weltweit im September 2013. Vorab wurden die Lieder Wake Me Up und You Make Me als Singles veröffentlicht.

## Veröffentlichung und Produktion
True wurde am 13. September 2013 über PRMD Musik und Universal Island, einem Sublabel der Plattenfirma Universal Music Group veröffentlicht. Als erstes Veröffentlichungsdatum war der 17. September vorgesehen. Auf dem Album sind Kooperationen mit dem amerikanischen Gitarristen Nile Rodgers, dem Country-Musiker Mac Davis, Mike Einziger von der US-amerikanischen Rockband Incubus, dem amerikanischen Soul-Sänger Aloe Blacc, dem Sänger und Songwriter Dan Tyminski von der Bluegrass-Band Alison Krauss und Union Station sowie dem US-amerikanischen Sänger Adam Lambert. Obwohl der Song Heart Upon My Sleeve in seiner ursprünglichen Version einen Gesangspart des Sängers Dan Reynolds von der US-amerikanischen Indie-Rock-Band Imagine Dragons enthält, befindet sich auf dem Album eine Instrumentalversion. Avicii sagte, dass das Album klanglich, im Gegensatz zu seinen bisherigen Liedern, nur wenig mit seinem elektronischen Dance- und House-Musik-Style zu tun habe, sondern Elemente aus anderen Genres wie Country-Musik enthalte. Bereits mit der Vorabsingle Wake Me Up, die Platz eins mehrerer nationaler Charts erreichte, gab Avicii erste Eindrücke vom Album. Die zweite Single You Make Me, die mit Salem Al Fakir aufgenommen wurde, wurde am 30. August 2013 veröffentlicht.

## Inhalt
Seit Beginn der Arbeiten an dem Studioalbum erklärte Avicii mehrmals, dass das Material auf dem Album nicht eine Replik seiner früheren Hits Levels und Silhouettes sei, sondern vielmehr ein experimenteller und mehr synthetischer Tonträger. In seinen eigenen Worten wollte er „Störung“ in die Elektronische Musikszene bringen, in der er als „half stuck“ beschrieben wird. Im Rahmen des Hörers soll eine Reaktion auf die schweren Bluegrass- und Country-Musik-Einflüsse entstehen. Avicii erklärte: "Wir wussten, dass sich die Menschen provoziert fühlen würden". Er sagte weiter über True: "True ist meinem Sound treu, aber zeigt auch viele weitere meiner eigenen Einflüsse und musikalischen Vorlieben. Für mich ist es bereits dann ein Erfolg, wenn Menschen mitschwingen werden - egal wie viele. Es ist das, wozu ich stehe. Wer es liebt, liebt das, was ich liebe. Das ist das, was die Fans für mich sind."

## Promotion und Kritik

### Im Internet
Bereits im April 2013 veröffentlichte Avicii einen 60-minütigen Promotion-Mix des neuen Albums und weitere seiner Lieder auf der Online-Audio-Plattform SoundCloud. Der Mix stellte mehrere unveröffentlichte Tracks aus dem Album vor, wie zum Beispiel Wake Me Up! und Lieder mit Dan Reynolds und Mac Davis. Auch ältere Songs, wie My Feelings For You und I Could Be the One waren enthalten. Bis heute wurde der Promo-Mix über drei Millionen Mal abgespielt. Bis zur Veröffentlichung gelangten etliche Album-Tracks illegal in das Internet. Diese dienten gleichzeitig auch als Werbung für das Album und wirkten sich positiv auf das Publikum aus.

### Ultra Music Festival
Avicii stellte beim Ultra Music Festival am 22. März 2013 über vierzig Minuten neues Material des Albums vor, wodurch Avicii neben überwiegender positiver Resonanz auch negative Reaktion gemischt von Kritikern, Fans und Medien gleichermaßen erhielt. Das neue Material, in das Bluegrass- und Country-Elemente eingebaut wurden, sowie der Live-Auftritt von Aloe Blacc, brachte viel negative Resonanz auf dem Festival. Die Teilnehmer kritisierten den DJ für die Erhebung des experimentellen Materials zu einem, eigentlich hoch-qualitativen, Dance-Festival. Allerdings waren Fans auch von der neuen Musik des DJs begeistert und loben seine Leistung beim Ultra Music Festival.

### TrueReveal
Das #TrueReveal-Projekt wurde im August 2013 gestartet. Auf der offiziellen Seite des Projekts war ein gläserner Würfel zu sehen, der von großen Lautsprechern umgeben ist. Der Würfel enthielt das Album-Cover von True, versteckt hinter einer Glasscheibe. Aus den Lautsprechern ertönen die Sounds der nächsten Single. Auf Twitter sollen die Fans einen Tweet mit dem Hash-Tag #TrueReveal abschicken. Dabei legt jeder einzelne von Fans gesendete Tweet den neuen Track nach und nach frei – zunächst startet die Bassline, es kommen weitere Instrumente dazu, die Lautstärke erhöht sich, bis die riesige abgedunkelte Glasscheibe, hinter der sich das verhüllte Album-Cover verbirgt, zerbirst und das Cover sichtbar wird. Letztendlich wird sowohl der Original-Song zu hören, als auch Album-Cover zu sehen sein. Das Experiment endete am 13. August 2013. Mit über 100.000 Tweets konnte das Glas immer noch nicht gebrochen werden. Ein Kran wurde gerufen, und ein Arbeiter warf den Haken des Krans in das Glas. Es zerbrach und das Album-Cover sowie der Song wurden enthüllt.

## Titelliste
| #                                                  | Titel                | Gastmusiker                      | Länge |
| -------------------------------------------------- | -------------------- | -------------------------------- | ----- |
| 1                                                  | Wake Me Up           | Gesang: Aloe Blacc               | 4:07  |
| 2                                                  | You Make Me          | Gesang: Salem Al Fakir           | 3:53  |
| 3                                                  | Hey Brother          | Gesang: Dan Tyminski             | 4:13  |
| 4                                                  | Addicted to You      | Gesang: Audra Mae                | 2:28  |
| 5                                                  | Dear Boy             | Gesang: MØ                       | 7:59  |
| 6                                                  | Liar Liar            | Gesang: Blondfire                | 3:59  |
| 7                                                  | Shame on Me          | Gesang: Sterling Fox & Audra Mae | 4:13  |
| 8                                                  | Lay Me Down          | Gesang: Adam Lambert             | 5:00  |
| 9                                                  | Hope There’s Someone | Gesang: Linnea Henriksson        | 6:21  |
| 10                                                 | Heart Upon My Sleeve | Instrumentalstück                | 4:43  |
|                                                    |                      | Insgesamt:                       | 47:00 |
| Bonus-Tracks der iTunes- und britischen CD-Version |                      |                                  |       |
| 11                                                 | Long Road To Hell    | Gesang: Audra Mae                | 3:42  |
| 12                                                 | Edom                 | Instrumentalstück                | 8:15  |
|                                                    |                      | Insgesamt:                       | 58:57 |
| Bonus-Tracks der Spotify-Version                   |                      |                                  |       |
| 11                                                 | Canyons              | Instrumentalstück                | 7:30  |
| 12                                                 | All You Need Is Love | Gesang: Ruth-Anne Cunningham     | 6:22  |
|                                                    |                      | Insgesamt:                       | 60:52 |
| Bonus-Track der Europäischen Amazon-MP3-Version    |                      |                                  |       |
| 11                                                 | Always On The Run    | Gesang: Jonnali Parmenius        | 4:55  |
|                                                    |                      | Insgesamt:                       | 51:55 |
| Bonus-Tracks der japanischen CD-Version            |                      |                                  |       |
| 11                                                 | All You Need Is Love | Gesang: Ruth-Anne Cunningham     | 6:22  |
| 12                                                 | Always On The Run    | Gesang: Jonnali Parmenius        | 4:55  |
| 13                                                 | Canyons              | Instrumentalstück                | 7:30  |
| 14                                                 | Long Road To Hell    | Gesang: Audra Mae                | 3:42  |
| 15                                                 | Levels (Radio Edit)  | Gesang: Etta James               | 3:21  |
|                                                    |                      | Insgesamt:                       | 81:49 |

## Singles

### Wake Me Up
Wake Me Up wurde als erste Single von True erstmals am 17. Juni 2013 veröffentlicht. Das Lied erfuhr seine Premiere in der Pete-Tong-Show auf BBC Radio 1 am 14. Juni 2013. Die Vocals wurden von Aloe Blacc gesungen. Die Single konnte direkt in die Singlecharts von über 30 Ländern einsteigen. Davon belegte Wake Me Up Platz 1 von über 22 Ländern.

### You Make Me
You Make Me ist die nächste Single aus dem Album. Sie enthält Gesang des schwedischen Soul- und Pop-Sängers Salem Al Fakir und erschien am 30. August 2013. Weltweite Radio-Premiere hatte der Song ebenfalls in der Pete-Tong-Show. In Großbritannien erschien die Single erst kurze Zeit nach der Veröffentlichung des Albums. Auch diese Single erreichte mehrere Chartplatzierungen in den Top 50 und wurde in Schweden zu einem weiteren Nummer-eins-Hit.

### Hey Brother
Hey Brother wurde als dritte Single ausgekoppelt. Bereits vor der offiziellen Single-Veröffentlichung am 28. Oktober 2013 konnte der Song Platz 1 der schwedischen Single-Charts erreichen. Im Gegensatz zu You Make Me galt diese Single als deutlich radiotauglicher und hatte auch in den Top 100 mit etlichen Top 10- sowie Nummer-eins-Platzierungen, unter anderem in Deutschland, Österreich und Norwegen deutlich größeren kommerziellen Erfolg. Gesungen wurde das Lied von dem US-amerikanischen Sänger Dan Tyminski.

### Addicted to You
Als vierte Single kündigte Avicii den Song Addicted To You am 24. Januar 2014 an. Gastsängerin ist Audra Mae. Der Titel hatte sich bereits bei Veröffentlichung des Albums im September 2013 als Einzeltrack in den deutschen Singlecharts platziert. Nach der Ankündigung des Künstlers stieg der Albumtrack erneut in die Charts und war dadurch bereits vor der offiziellen Veröffentlichung als Single erfolgreich mehrere Wochen platziert.

### Lay Me Down
Am 17. April 2014 kündigte der australische Radio-DJ Byron Cooke auf seinem Twitter-Account an, dass Lay Me Down offiziell als nächste Avicii-Single des Albums True in Australien ausgekoppelt wird. Im Juli 2014 stieg Lay Me Down schließlich auch in die deutschen und österreichischen Hitparaden ein. Der Song war bereits unmittelbar nach der Veröffentlichung des Albums kurzfristig in den schwedischen Charts vertreten.

## True (Avicii by Avicii)
Am 17. Februar 2014 bestätigte Aviciis Manager und Studiopartner Ash Pournouri über seine Facebook, Twitter und Instagram Profile, dass Avicii an einer Remix-Version zu seinem Debütalbum True arbeitet. Dieses enthält Remix-Versionen aller Tracks der Original-Versionen. Heart Upon My Sleeve wurde als einziger Track nicht neu abgemischt. Interessant ist, dass einige Remixe auf dem Album in Wahrheit ältere Versionen bzw. unfertige Alternativ-Varianten sind, welche Avicii im Zuge der Entstehung des Albums auf Livekonzerten spielte und bis zur Veröffentlichung von True mehrmals abwandelte. Am 20. Februar 2014 wurde bekannt gegeben, dass das Remixalbum am 24. März 2014 veröffentlicht werden soll.

## Kommerzieller Erfolg

### Chartplatzierungen
True avancierte zum Nummer-eins-Album in Schweden sowie zum Top-10-Album in Deutschland, Österreich, der Schweiz, den Vereinigten Staaten oder dem Vereinigten Königreich. Aufgrund von Downloads erreichten zudem alle Titel des Albums die Singlecharts.

#### True
| ChartsChartplatzierungen       | Höchstplatzierung | Wochen |
| ------------------------------ | ----------------- | ------ |
| Deutschland (GfK)              | 5 (46 Wo.)        | 46     |
| Österreich (Ö3)                | 3 (46 Wo.)        | 46     |
| Schweden (GLF)                 | 1 (224 Wo.)       | 224    |
| Schweiz (IFPI)                 | 2 (54 Wo.)        | 54     |
| Vereinigte Staaten (Billboard) | 5 (42 Wo.)        | 42     |
| Vereinigtes Königreich (OCC)   | 2 (55 Wo.)        | 55     |

| ChartsJahrescharts (2013)    | Platzierung |
| ---------------------------- | ----------- |
| Deutschland (GfK)            | 56          |
| Österreich (Ö3)              | 45          |
| Schweden (GLF)               | 2           |
| Schweiz (IFPI)               | 37          |
| Vereinigtes Königreich (OCC) | 58          |

| ChartsJahrescharts (2014)      | Platzierung |
| ------------------------------ | ----------- |
| Österreich (Ö3)                | 49          |
| Schweden (GLF)                 | 1           |
| Schweiz (IFPI)                 | 37          |
| Vereinigte Staaten (Billboard) | 113         |
| Vereinigtes Königreich (OCC)   | 31          |

| ChartsJahrescharts (2015) | Platzierung |
| ------------------------- | ----------- |
| Schweden (GLF)            | 17          |

| ChartsJahrescharts (2016) | Platzierung |
| ------------------------- | ----------- |
| Schweden (GLF)            | 63          |

| ChartsJahrescharts (2017) | Platzierung |
| ------------------------- | ----------- |
| Schweden (GLF)            | 70          |

| ChartsJahrescharts (2018) | Platzierung |
| ------------------------- | ----------- |
| Schweden (GLF)            | 14          |

| ChartsJahrescharts (2023) | Platzierung |
| ------------------------- | ----------- |
| Schweden (GLF)            | 41          |

#### True: Avicii by Avicii
In Deutschland und Österreich wurden die Verkäufe des Remixalbums zu denen der Standardversion hinzuaddiert.
| ChartsChartplatzierungen       | Höchstplatzierung | Wochen |
| ------------------------------ | ----------------- | ------ |
| Schweden (GLF)                 | 7 (273 Wo.)       | 273    |
| Schweiz (IFPI)                 | 15 (4 Wo.)        | 4      |
| Vereinigte Staaten (Billboard) | 139 (1 Wo.)       | 1      |
| Vereinigtes Königreich (OCC)   | 55 (4 Wo.)        | 4      |

| ChartsJahrescharts (2018) | Platzierung |
| ------------------------- | ----------- |
| Schweden (GLF)            | 39          |

| ChartsJahrescharts (2019) | Platzierung |
| ------------------------- | ----------- |
| Schweden (GLF)            | 25          |

| ChartsJahrescharts (2020) | Platzierung |
| ------------------------- | ----------- |
| Schweden (GLF)            | 30          |

| ChartsJahrescharts (2021) | Platzierung |
| ------------------------- | ----------- |
| Schweden (GLF)            | 26          |

| ChartsJahrescharts (2022) | Platzierung |
| ------------------------- | ----------- |
| Schweden (GLF)            | 46          |

### Auszeichnungen für Musikverkäufe
| Land/Region                  | Auszeichnungen für Musikverkäufe (Land/Region, Auszeichnung, Verkäufe) | Verkäufe  |
| ---------------------------- | ---------------------------------------------------------------------- | --------- |
| Australien (ARIA)            | 2× Platin                                                              | 140.000   |
| Brasilien (PMB)              | Platin                                                                 | 60.000    |
| Dänemark (IFPI)              | 3× Platin                                                              | 60.000    |
| Deutschland (BVMI)           | Platin                                                                 | 200.000   |
| Finnland (IFPI)              | Gold                                                                   | 10.007    |
| Frankreich (SNEP)            | Platin                                                                 | 100.000   |
| Italien (FIMI)               | Platin                                                                 | 50.000    |
| Kanada (MC)                  | Platin                                                                 | 80.000    |
| Kolumbien (ASINCOL)          | Gold                                                                   | 5.000     |
| Mexiko (AMPROFON)            | 2× Platin                                                              | 120.000   |
| Neuseeland (RMNZ)            | Platin                                                                 | 15.000    |
| Norwegen (IFPI)              | 2× Platin                                                              | 60.000    |
| Österreich (IFPI)            | 3× Platin                                                              | 45.000    |
| Polen (ZPAV)                 | 2× Platin                                                              | 40.000    |
| Portugal (AFP)               | Platin                                                                 | 15.000    |
| Schweden (IFPI)              | 3× Platin                                                              | 120.000   |
| Schweiz (IFPI)               | Gold                                                                   | 10.000    |
| Singapur (RIAS)              | Platin                                                                 | 10.000    |
| Südafrika (RISA)             | Gold                                                                   | 20.000    |
| Ungarn (MAHASZ)              | Gold                                                                   | 1.000     |
| Vereinigte Staaten (RIAA)    | Platin                                                                 | 1.000.000 |
| Vereinigtes Königreich (BPI) | Platin                                                                 | 300.000   |
| Insgesamt                    | 5× Gold · 27× Platin ·                                                 | 2.461.007 |

Hauptartikel: Avicii/Auszeichnungen für Musikverkäufe